# Drásov, Příbram
Drásov là một làng thuộc huyện Příbram, vùng Středočeský, Cộng hòa Séc.